# Пиджин
 Тази статия е за типа езици.  За софтуера за обмяна на съобщения вижте Пиджин (ИМ клиент).  
Пиджин езици (на английски: pidgin) се наричат помощни смесени езици, които са възникнали на основата на даден чужд език при съществено опростяване на неговите правила и с добавка на елементи от някакъв местен език. Най-характерен от този вид езици е т. нар. пиджин английски (Pidgin English – буквално „английски за търговски цели“), разпространен по крайбрежието на Източна Азия. Той представлява език, чийто речников състав е основно с английски произход, но със значително количество китайски примеси, а също с лексикални добавки от испански и португалски. Като цяло речникът на този език е силно редуциран, ограничен само до словесните единици, необходими за осигуряването на международния (търговски) контакт. Произношението му се определя като „опростено“, в смисъл че е силно повлияно от фонетичните особености на китайския език и не се спазват правилата на образцовия английски изговор. Граматиката е, общо взето, нито английска, нито китайска, а включва главно модели и конструкции, които са характерни и за двата езика (например при поредица от две имена първото изпълнява ролята на определение към второто). Според някои изследователи с течение на времето езикът е развил и собствени граматически модели и правила.
Общо за всички пиджин езици е, че те са маргинални, ограничени по употребата си до изпълнението на конкретни практически задачи. Пиджин езиците са, така да се каже, езици само за възрастни, но също в определен смисъл и „ничии“ езици. Те се усвояват само като втори (чужд) език и не са роден език за никоя езикова общност.